# Ptycholaemus
Ptycholaemus is een kevergeslacht uit de familie van de boktorren (Cerambycidae). De wetenschappelijke naam van het geslacht werd voor het eerst geldig gepubliceerd in 1858 door Chevrolat.

## Soorten
Ptycholaemus omvat de volgende soorten:
- Ptycholaemus maculicollis Lepesme & Breuning, 1956
- Ptycholaemus maculipes Thomson, 1858
- Ptycholaemus murinus Boppe, 1912
- Ptycholaemus schoutedeni Lepesme & Breuning, 1956
- Ptycholaemus signaticollis (Hope, 1843)